# Olzai
Olzai est une commune de la province de Nuoro en Sardaigne (Italie).

## Administration
| Période                                  | Période  | Identité       | Étiquette    | Qualité |
| ---------------------------------------- | -------- | -------------- | ------------ | ------- |
| 10 mai 2005                              | En cours | Francesco Noli | Lista Civica |         |
| Les données manquantes sont à compléter. |          |                |              |         |

### Hameaux
S'Arreconza, Malamureddu, Lolea, Elisea, Le Pazai, Sorreddu, S'Umbrosu, Sant'Istasi, Pred'e Pistis, Sant'Ignazio, Murui, Santa Sufia, Santa Varvara, Conca e Mussa, Cambone, Su Puzzu, Babb'e Ogozzi, Gheddesai, Sant'Antoni, Sa Harrera, Burusone, Zihuri, Su Nodu Mannu

### Communes limitrophes
Austis, Nughedu Santa Vittoria, Ollolai, Ottana, Sarule, Sedilo, Sorradile, Teti